# Tiptonville
Tiptonville è una città degli Stati Uniti d'America, capoluogo della Contea di Lake, nello Stato del Tennessee. Nel censimento del 2000 contava una popolazione di 2.439 abitanti, passati a 4.039 secondo una stima del 2007.
Secondo la Tennessee Historical Society (Società Storica del Tennessee), Tiptonville è nata nel 1857, ma non è stata riconosciuta come città fino al 1900.

## Geografia fisica
Tiptonville si trova su una piccola altura conosciuta come Duomo Tiptonville, in zona sismica. Il Mississippi scorre a ovest e a nord della città, mentre a est si trova Reelfoot Lake.
La città si estende su una superficie totale di 3,7 km².

## Media

### Stampa
Il Lake County Banner è il quotidiano locale dal 1922.